# Bhorle (Parbat)
Pour les articles homonymes, voir Bhorle.
Bhorle (en népalais : भोर्ले) est un comité de développement villageois du Népal situé dans le district de Parbat. Au recensement de 2011, il comptait 2 175 habitants.